# برایان
برایان هو (انگلیسی: Brian Ho؛ زادۀ ۲۷ اوت ۲۰۰۲) که با نام برایان شناخته می‌شود، خواننده و رقصندۀ اهل کانادا است. او یکی از اعضای گروه پسرانۀ امپرس‌اندوان است.